# 加姆斯哈格山
47°21′52″N 12°28′03″E / 47.36444°N 12.4675°E

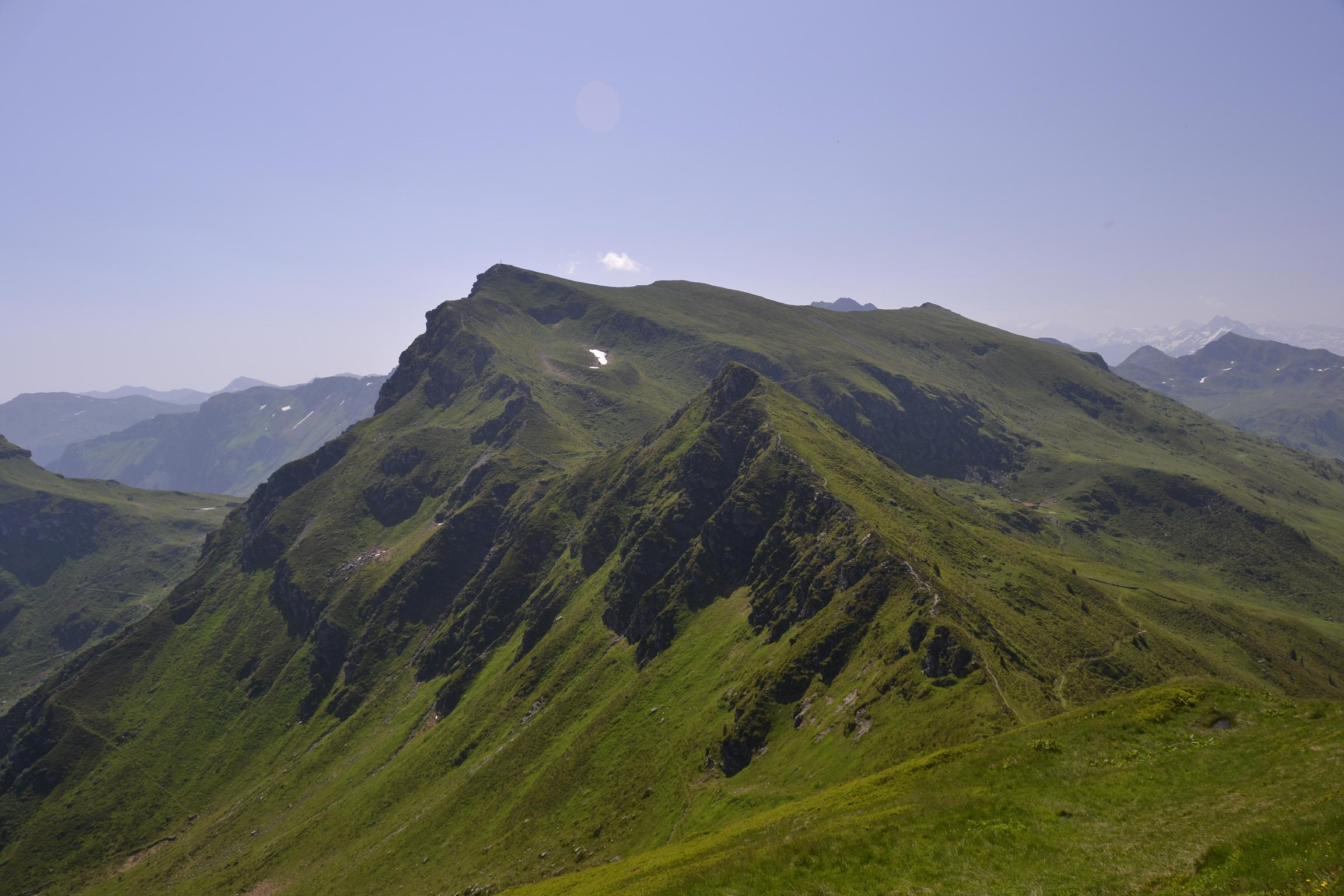
加姆斯哈格山

加姆斯哈格山（德語：Gamshag），是奧地利的山峰，位於該國西部，由蒂羅爾州負責管轄，屬於基茨比爾阿爾卑斯山脈的一部分，海拔高度2,178米，每年平均降雨量2,073毫米。